# Sangineto
Sangineto – miejscowość i gmina we Włoszech, w regionie Kalabria, w prowincji Cosenza.
Według danych na rok 2004 gminę zamieszkiwało 1407 osób, 52,1 os./km².